# Langnekzwartschild
De langnekzwartschild (Pterostichus longicollis) is een keversoort uit de familie van de loopkevers (Carabidae). De wetenschappelijke naam van de soort werd in 1812 gepubliceerd door Caspar Erasmus Duftschmid. Deze soort wordt ook wel in het geslacht Pedius geplaatst.